# Juzbado (kommunhuvudort)
Juzbado är en kommunhuvudort i Spanien.   Den ligger i provinsen Provincia de Salamanca och regionen Kastilien och Leon, i den centrala delen av landet, 190 km väster om huvudstaden Madrid. Juzbado ligger 796 meter över havet och antalet invånare är 186.
Terrängen runt Juzbado är platt.Runt Juzbado är det glesbefolkat, med 8 invånare per kvadratkilometer. Närmaste större samhälle är Ledesma, 11,8 km väster om Juzbado. Trakten runt Juzbado består till största delen av jordbruksmark.